# Theroa
Theroa is een geslacht van vlinders van de familie tandvlinders (Notodontidae).

## Soorten
- T. amathynta Dyar, 1919
- T. zethus Druce, 1898